# Slovakiet i Eurovision Song Contest
Slovakiet har deltaget i Eurovision Song Contest fire gange, de debuterede i 1994.
De havde forsøgt at debutere i 1993, men gik ikke videre i kvalifikationsrunden. 
I de tre finaler, Slovakiet har deltaget, har de placeret ikke bedre end en 18 plads, som de fik i 1996.
På grund af deres dårlige resultater, var de tvunget til at gå glip af et år efter hver konkurrence.

## Repræsentant
Nøgle
     Vinder
     Andenplads
     Tredjeplads
     Sidsteplads
| År                              | Kunstner                        | Sang                  | Sprog     | Oversættelse         | Finale            | Point             | Semi              | Point             |
| ------------------------------- | ------------------------------- | --------------------- | --------- | -------------------- | ----------------- | ----------------- | ----------------- | ----------------- |
| 1994                            | Tublatanka                      | Nekonečná Pieseň      | Slovakisk | Endeløs sang         | 19                | 15                | Ingen semifinaler | Ingen semifinaler |
| Deltog ikke i 1995              |                                 |                       |           |                      |                   |                   |                   |                   |
| 1996                            | Marcel Palonder                 | Kým Nás Máš           | Slovakisk | Mens vi kommer       | 18                | 19                | 17                | 36                |
| Deltog ikke i 1997              |                                 |                       |           |                      |                   |                   |                   |                   |
| 1998                            | Katarína Hasprová               | Modlitba              | Slovakisk | Bøn                  | 21                | 8                 | Ingen semifinaler | Ingen semifinaler |
| Deltog ikke mellem 1999 og 2008 |                                 |                       |           |                      |                   |                   |                   |                   |
| 2009                            | Kamil Mikulčík & Nela Pocisková | Let Tmou              | Slovakisk | Flere års mørke      | Ikke kvalificeret | Ikke kvalificeret | 18                | 8                 |
| 2010                            | Kristina Pelakova               | Horehronie            | Slovakisk | -                    | Ikke kvalificeret | Ikke kvalificeret | 16                | 24                |
| 2011                            | TWiiNS                          | I'm still alive       | Engelsk   | Jeg er stadig i live | Ikke kvalificeret | Ikke kvalificeret | 13                | 48                |
| 2012                            | Max Jason Mai                   | Don't Close Your Eyes | Engelsk   | Luk ikke dine øjne   | Ikke kvalificeret | Ikke kvalificeret | 18                | 22                |
| Har ikke deltaget siden 2012    |                                 |                       |           |                      |                   |                   |                   |                   |

## Pointstatistik (1994-2012)

### Flest point til og fra - top 5
NB: Kun point givet i finalerne er talt med.
| Slovakiet har givet point til | Slovakiet har givet point til | Slovakiet har givet point til |
| Placering                     | Land                          | Point                         |
| ----------------------------- | ----------------------------- | ----------------------------- |
| 1                             | Malta                         | 34                            |
| 2                             | Estland                       | 30                            |
| 3                             | Kroatien                      | 27                            |
| 4                             | Sverige                       | 26                            |
| 5                             | Irland                        | 25                            |

| Slovakiet har modtaget point fra | Slovakiet har modtaget point fra | Slovakiet har modtaget point fra |
| Placering                        | Land                             | Point                            |
| -------------------------------- | -------------------------------- | -------------------------------- |
| 1                                | Malta                            | 20                               |
| 2                                | Kroatien                         | 8                                |
| 3                                | Grækenland                       | 7                                |
| 4                                | Polen                            | 5                                |
| 5                                | Spanien                          | 2                                |

### 12 point til og fra
NB: Kun 12 point givet i finalerne er talt med.
| Slovakiet har modtaget 12 point fra | Slovakiet har modtaget 12 point fra | Slovakiet har modtaget 12 point fra |
| År                                  | Jury                                | Televoting                          |
| ----------------------------------- | ----------------------------------- | ----------------------------------- |
| 1994                                | Malta                               | Ingen separat televoting            |

| Slovakiet har givet 12 point til | Slovakiet har givet 12 point til | Slovakiet har givet 12 point til |
| År                               | Jury                             | Televoting                       |
| -------------------------------- | -------------------------------- | -------------------------------- |
| 1994                             | Kroatien                         | Ingen separat televoting         |
| 1996                             | Malta                            | Ingen separat televoting         |
| 1998                             | Malta                            | Ingen separat televoting         |
| 2009                             | Estland                          | Ingen separat televoting         |
| 2010                             | Tyskland                         | Ingen separat televoting         |
| 2011                             | Ukraine                          | Ingen separat televoting         |
| 2012                             | Sverige                          | Ingen separat televoting         |

### Flest point til og fra - alle lande
NB: Kun point givet i finalerne er talt med.
| Slovakiet har givet point til | Slovakiet har givet point til | Slovakiet har givet point til |
| Placering                     | Land                          | Point                         |
| ----------------------------- | ----------------------------- | ----------------------------- |
| 1                             | Malta                         | 34                            |
| 2                             | Estland                       | 30                            |
| 3                             | Kroatien                      | 27                            |
| 4                             | Sverige                       | 26                            |
| 5                             | Irland                        | 25                            |
| 6                             | Tyskland                      | 19                            |
| 7                             | Bosnien-Hercegovina           | 18                            |
| =                             | Grækenland                    | 18                            |
| 9                             | Aserbajdsjan                  | 17                            |
| =                             | Belgien                       | 17                            |
| =                             | Cypern                        | 17                            |
| =                             | Storbritannien                | 17                            |
| 13                            | Danmark                       | 13                            |
| =                             | Israel                        | 13                            |
| =                             | Norge                         | 13                            |
| =                             | Ukraine                       | 13                            |
| 17                            | Island                        | 12                            |
| 18                            | Rusland                       | 9                             |
| 19                            | Ungarn                        | 8                             |
| 20                            | Armenien                      | 7                             |
| =                             | Serbien                       | 7                             |
| 22                            | Holland                       | 6                             |
| =                             | Polen                         | 6                             |
| =                             | Østrig                        | 6                             |
| 25                            | Italien                       | 5                             |
| =                             | Moldova                       | 5                             |
| 27                            | Nordmakedonien                | 4                             |
| =                             | Portugal                      | 4                             |
| =                             | Schweiz                       | 4                             |
| =                             | Spanien                       | 4                             |
| 31                            | Rumænien                      | 1                             |
| =                             | Slovenien                     | 1                             |
| 33                            | Albanien                      | 0                             |
| =                             | Andorra                       | 0                             |
| =                             | Australien                    | 0                             |
| =                             | Bulgarien                     | 0                             |
| =                             | Finland                       | 0                             |
| =                             | Frankrig                      | 0                             |
| =                             | Georgien                      | 0                             |
| =                             | Hviderusland                  | 0                             |
| =                             | Jugoslavien                   | 0                             |
| =                             | Letland                       | 0                             |
| =                             | Litauen                       | 0                             |
| =                             | Luxembourg                    | 0                             |
| =                             | Marokko                       | 0                             |
| =                             | Monaco                        | 0                             |
| =                             | Montenegro                    | 0                             |
| =                             | San Marino                    | 0                             |
| =                             | Serbien og Montenegro         | 0                             |
| =                             | Tjekkiet                      | 0                             |
| =                             | Tyrkiet                       | 0                             |

| Slovakiet har modtaget point fra | Slovakiet har modtaget point fra | Slovakiet har modtaget point fra |
| Placering                        | Land                             | Point                            |
| -------------------------------- | -------------------------------- | -------------------------------- |
| 1                                | Malta                            | 20                               |
| 2                                | Kroatien                         | 8                                |
| 3                                | Grækenland                       | 7                                |
| 4                                | Polen                            | 5                                |
| 5                                | Spanien                          | 2                                |
| 6                                | Albanien                         | 0                                |
| =                                | Andorra                          | 0                                |
| =                                | Armenien                         | 0                                |
| =                                | Aserbajdsjan                     | 0                                |
| =                                | Australien                       | 0                                |
| =                                | Belgien                          | 0                                |
| =                                | Bosnien-Hercegovina              | 0                                |
| =                                | Bulgarien                        | 0                                |
| =                                | Cypern                           | 0                                |
| =                                | Danmark                          | 0                                |
| =                                | Estland                          | 0                                |
| =                                | Finland                          | 0                                |
| =                                | Frankrig                         | 0                                |
| =                                | Georgien                         | 0                                |
| =                                | Holland                          | 0                                |
| =                                | Hviderusland                     | 0                                |
| =                                | Irland                           | 0                                |
| =                                | Island                           | 0                                |
| =                                | Israel                           | 0                                |
| =                                | Italien                          | 0                                |
| =                                | Jugoslavien                      | 0                                |
| =                                | Letland                          | 0                                |
| =                                | Litauen                          | 0                                |
| =                                | Luxembourg                       | 0                                |
| =                                | Marokko                          | 0                                |
| =                                | Moldova                          | 0                                |
| =                                | Monaco                           | 0                                |
| =                                | Montenegro                       | 0                                |
| =                                | Nordmakedonien                   | 0                                |
| =                                | Norge                            | 0                                |
| =                                | Portugal                         | 0                                |
| =                                | Rumænien                         | 0                                |
| =                                | Rusland                          | 0                                |
| =                                | San Marino                       | 0                                |
| =                                | Schweiz                          | 0                                |
| =                                | Serbien                          | 0                                |
| =                                | Serbien og Montenegro            | 0                                |
| =                                | Slovenien                        | 0                                |
| =                                | Storbritannien                   | 0                                |
| =                                | Sverige                          | 0                                |
| =                                | Tjekkiet                         | 0                                |
| =                                | Tyrkiet                          | 0                                |
| =                                | Tyskland                         | 0                                |
| =                                | Ukraine                          | 0                                |
| =                                | Ungarn                           | 0                                |
| =                                | Østrig                           | 0                                |

## Kommentatorer og jurytalsmænd
| År        | Kommentator      | Jurytalsmand     |
| --------- | ---------------- | ---------------- |
| 1993      | Alena Heribanová | Deltog ikke      |
| 1994      | Martin Sarvaš    | Juraj Čurný      |
| 1995      | Ingen udsendelse | Deltog ikke      |
| 1996      | Stanislav Ščepán | Alena Heribanová |
| 1997      | Juraj Čurný      | Deltog ikke      |
| 1998      | Rastislav Sokol  | Alena Heribanová |
| 1999-2008 | Ingen udsendelse | Deltog ikke      |
| 2009      | Roman Bomboš     | Ľubomír Bajaník  |
| 2010      | Roman Bomboš     | Ľubomír Bajaník  |
| 2011      | Roman Bomboš     | Mária Pietrová   |
| 2012      | Roman Bomboš     | Mária Pietrová   |
| 2013      | Ingen udsendelse | Deltog ikke      |
| 2014      | Ingen udsendelse | Deltog ikke      |
| 2015      | Ingen udsendelse | Deltog ikke      |
| 2016      | Mária Pietrová   | Deltog ikke      |
| 2017-Nu   | Ingen udsendelse | Deltog ikke      |